# محمود رجبی
محمود رجبی (زاده ۱۳۳۰، جاسب) روحانی مجتهد شیعه، مدرس حوزه علمیه قم و متخصص جامعه‌شناسی اسلامی است. وی عضو جامعه مدرسین حوزه علمیه قم، رئیس و عضو هیئت امنای مؤسسه آموزشی و پژوهشی امام خمینی و نماینده مجلس خبرگان رهبری در دوره 
ششم از استان تهران و عضو هیأت رئیسه مجلس خبرگان رهبری است.
وی از مؤسسان دفتر همکاری حوزه و دانشگاه (اینک پژوهشگاه حوزه و دانشگاه) و عضو شورای عالی بررسی متون درسی دانشگاه‌ها نیز می‌باشد. محمود رجبی برای شرکت در انتخابات مجلس خبرگان رهبری در سال ۱۳۸۴ از هرمزگان و در سال ۱۳۹۴ از قزوین نامزد و تأیید صلاحیت گردید ولی انتخاب نشد. او نامزد انتخابات میاندوره‌ای مجلس خبرگان رهبری در سال ۱۴۰۰ از استان قم شد اما در ۲۰ خرداد به دلیل عدم موافقت با تغییر حوزه انتخابیه وی از قم به تهران، انصراف خود را از نامزدی اعلام کرد.

## زندگی
محمود رجبی فرزند غلامحسین در سال ۱۳۳۰ شمسی در شهیدیه جاسب در استان مرکزی متولد شد. پدرش به کشاورزی و آهنگری مشغول بود. او دو سال پس از تولد محمود، همراه خانواده به قم عزیمت نمود. محمود تحصیلات علوم دینی را در مدرسه علمیه محمد رضا گلپایگانی آغاز کرد و کتب دوره مقدمات و سطح را نزد استادان آن زمان به پایان برد. سپس در سال ۱۳۵۰ به درس خارج فقه و اصول استادان حوزه علمیه قم راه یافت و سالها نزد آنها تلمذ کرد. او در طی این سال‌ها در درس تفسیر، علوم عقلی و اخلاق حاضر شد و در اولین دوره آموزشی ویژه مؤسسه در راه حق که تحت نظر محمدتقی مصباح یزدی اداره می‌شد شرکت نمود. وی همچنین با تأسیس پژوهشگاه حوزه و دانشگاه (به نام پیشین: دفتر همکاری حوزه و دانشگاه) و نیز در گروه علوم اجتماعی این مرکز به تحقیق، ارائه کنفرانس و بازسازی علوم انسانی در قلمرو جامعه‌شناسی پرداخت.

## استادان
بخشی از مقدمات و کتاب سیوطی (البهجة المرضیة فی شرح الالفیة) را نزد فلاح زاده و شایسته، منطق مظفر و اصول فقه مظفر را نزد امینیان و فیاضی، معالم الاصول را نزد مرتضی مقتدایی و معانی و بیان را نزد شیخ حسن تهرانی فرا گرفت. شرح لمعه الروضةالبهیة فی شرح اللمعةالدمشقیة اثر زین الدین جبل عاملی معروف به «شهید ثانی» را نزد محمد مؤمن، حسین شب‌زنده‌دار جهرمی، شیخ حسن تهرانی، فاضلی و امراللهی فرا گرفت و در درس رسائل سید حسن طاهری خرم‌آبادی و محمد مؤمن و در درس مکاسب ستوده، مصلحی اراکی و محمد مؤمن شرکت کرد. برای آموختن کفایةالاصول نیز به درس سلطانی طباطبایی و محمد مؤمن رفت.
وی پس از پایان دروس سطح در درس خارج مرتضی حائری یزدی، محمد تقی بهجت، حاج شیخ کاظم تبریزی، محمد شاه آبادی و حسین وحید خراسانی حاضر شد. وی همچنین از درس فلسفه و تفسیر موضوعی محمد تقی مصباح یزدی استفاده کرد و سالها در درس کلام شیخ غلامرضا صلواتی و سید عباس حسینی کاشانی شرکت کرد. وی در درس اخلاق علی مشکینی محمد تقی مصباح یزدی و حسین شب زنده دار جهرمی حضور یافت.

## آثار علمی

### کتاب
1. روش‌شناسی تفسیر قرآن / مجری و محقق / پژوهشگاه حوزه و دانشگاه
2. اسلام و جامعه‌شناسی خانواده / ناظر/ پژوهشگاه حوزه و دانشگاه
3. جامعه‌شناسی کجروی / ناظر/ پژوهشگاه حوزه و دانشگاه
4. وبر و اسلام/ ترجمه و نقد / ناظر/ پژوهشگاه حوزه و دانشگاه[۳]

### مقاله
1. رابطه جامعه‌شناسی با انسان‌شناسی / مجموعه مقالات دفتر همکاری حوزه و دانشگاه / ۱۳۶۱
2. قانون‌مندی جامعه و سنت‌های الهی / مجموعه مقالات دفتر همکاری حوزه و دانشگاه / ۱۳۶۱
3. آیا دین یک نهاد اجتماعی است / مجموعه مقالات دفتر همکاری حوزه و دانشگاه / ۱۳۶۲
4. مقدمه‌ای بر جامعه‌شناسی دین / نور علم / ۱۳۶۶
5. نزول قرآن / معرفت / ۱۳۷۱
6. اهداف نزول قرآن / معرفت / ۱۳۷۲
7. قانونمندی جامعه در قرآن و روایات / مجموعه مقالات همایش فلسفه علوم اجتماعی / ۱۳۷۴
8. از خود بیگانگی از منظر قرآن / معرفت / ۱۳۷۶
9. شرایط و موانع بهره‌مندی از قرآن / معرفت / ۱۳۷۷
10. نگرشی به فلسفه جامعه و تاریخ از دیدگاه قرآن / مجله تاریخ در آینه پژوهش / ۱۳۸۳
11. هماهنگی فطرت و اخلاق در اندیشه امام خمینی ره/ مجموعه مقالات کنگره اخلاقی عرفانی امام خمینی ره/ مرکز نشر آثار امام خمینی‌ره/ ۱۳۸۲
12. آداب گفتگوی میان ادیان / مؤسسه آموزشی و پژوهشی امام خمینی
13. تولید علم و نهضت نرم‌افزاری/ کنفرانس تولید علم و نهضت نرم‌افزاری/ مؤسسه آموزشی و پژوهشی امام خمینی/۱۳۸۷
14. صلح و عدالت در اسلام/کنفرانس صلح و عدالت/مؤسسه آموزشی و پژوهشی امام خمینی/۱۳۸۸
15. خلقت انسان از دیدگاه قرآن و طب/همایش قرآن و طب/ دانشگاه یزد/ ۱۳۸۸
16. روش تفسیر موضوعی از دیدگاه استاد محمد تقی مصباح قرآن شناخت / مؤسسه آموزشی و پژوهشی امام خمینی[۳]

## مسئولیت‌ها
1. مؤسسه آموزشی و پژوهشی امام خمینی ره/اجرایی/ رئیس و عضو هیئت امناء / پژوهشی اجرایی / مسئول گروه تفسیر و علوم قرآن/ معاون پژوهشی
2. پژوهشگاه حوزه و دانشگاه/ پژوهشی اجرایی/ مسئول گروه علوم اجتماعی و مسؤول گروه علوم قرآنی/ معاون پژوهشی/عضو شورای علمی گروه علوم قرآنی
3. مؤسسه بقیةالله / اجرایی/ عضو شورای سیاست‌گذاری
4. پژوهشگاه فرهنگ و اندیشه / پژوهشی ـ اجرایی/ عضو شورای علمی گروه علوم قرآن و تفسیر
5. پژوهشگاه علوم انسانی / پژوهشی ـ اجرایی / عضو شورای عالی و مسئول گروه علوم اجتماعی شورای بررسی متون
6. مرکز مطالعات و تحقیقات ادیان / اجرایی / عضو هیئت امناء و عضو شورای برنامه‌ریزی
7. مرکز مدیریت حوزه علمیه / پژوهشی ـ اجرایی / عضو کمیته تصویب پایان‌نامه‌های علوم قرآنی و تفسیر.
8. مؤسسه آموزشی اهل بیت / عضو شورای سیاستگذاری
9. بنیاد شهید قدوسی / عضو هیئت امناء
10. مجمع جهانی اهل بیت / عضو شورای کتاب و شورای فرهنگی
11. مرکز پژوهشهای اسلامی صدا و سیمای جمهوری اسلامی قم، عضو شورای برنامه‌ریزی
12. شورای عالی حوزه علمیه قم/ عضو شورا/ عضو شورای مدارج علمی، عضو شورای گسترش حوزه‌های علمیه/عضو شورای

اعطای مجوزها و امتیازها

## جوایز و تشویق‌ها
۱. جایزه نقدی برای مقاله اندیشه‌های پنداری در سال ۱۳۵۶
۲. جایزه نقدی برای کتاب قرآن‌شناسی (از سری کتاب‌های آموزش از راه دور) ۱۳۸۰
۳. لوح تقدیر و جایزه نقدی برای مدیر گروه برتر مؤسسه پژوهشی حوزه و دانشگاه در سال ۱۳۸۱
۴. لوح تقدیر و جایزه نقدی برای استاد نمونه مؤسسه آموزشی و پژوهشی امام خمینی ره در سال ۱۳۸۲
۵. لوح تقدیر و جایزه نقدی برای پژوهشگر نمونه استان ۱۳۸۴
۶. لوح تقدیر و جایزه نقدی برای مقاله قانونمندی جامعه و تاریخ از دیدگاه قرآن / همایش فلسفه علوم اجتماعی / دانشگاه امام صادق (ع)